# Alan Licht
Pour les articles homonymes, voir Licht (homonymie).
Alan Licht, né le 6 juin 1968, est un guitariste et compositeur américain dont la musique combine des éléments de pop, musique bruitiste, free jazz et musique minimaliste. Il est également écrivain et journaliste musical.

## Biographie
Licht est né dans le New Jersey en 1968. Ses premières influences musicales étaient des groupes de rock populaires comme les Bee Gees and Wings. Plus tard, il écoute des groupes de punk rock et de no wave comme Mission of Burma, Hüsker Dü et Sonic Youth. Il découvre le minimalisme lorsque son professeur de guitare lui donne une copie de Music for 18 Musicians de Steve Reich.
Depuis les années 1980, il a collaboré avec de nombreux groupes et musiciens d'avant-garde, parmi lesquels on peut citer Jim O'Rourke, Rudolph Grey et Loren Mazzacane Connors. Il a également enregistré plusieurs albums solo. Il a également participé à la performance 77 Boadrum organisée par Boredoms en tant que 42e batteur.
Sa musique combine aussi bien des boucles de bande magnétique que bruits produits par une guitare ou des instruments préparés, ou encore de la pure musique pop.
Il est également journaliste musical et écrivain sur la musique minimaliste et collabore régulièrement au magazine The Wire ; en 2000 il a publié son premier livre An Emotional Memoir of Martha Quinn., suivi en 2007 de Sound Art: Beyond Music, Between Categories.

## Discographie

### Solo
- Sink the Aging Process (Siltbreeze 1994)
- Rabbi Sky (Siltbreeze 1999)
- A New York MInute (XI 2003)

### Avec The Blue Humans
- Clear to Higher Time (New Alliance 1992)

### AvecLoren Mazzacane Connors
- Live In NYC (New World of Sound 1996)
- Two Nights (Road Cone Records 1996)
- Mercury (Road Cone Records 1997)
- Hoffman Estates (Drag City 1998)
- In France (FBWL 2003)

### Avec Lovechild
- Okay? (Homestead 1991)
- Witchcraft (Homestead 1992)

### Avec Run On
- On/Off (Matador 1995)
- Start Packing (Matador 1996)
- No Way (Matador 1997)

### Avec The Pacific Ocean
- So Beautiful and Cheap and Warm (TeenBeat Records 2002)

### Avec Aki Onda
- Everydays (Family Vineyard 2008)